# 국가예방부패국
국가예방부폐국은 2007년 중국 공산당이 홍콩의 염정공서를 벤치마킹하여 설립한 고위공직자 비리 수사기구다.

## 같이 보기
- 중국공산당 중앙기율검사위원회
- 염정공서
- 탐오조사국
- 국민권익위원회